# West Challow
Pour l’article homonyme, voir East Challow.
West Challow est une paroisse civile et un village de l'Oxfordshire, en Angleterre.